# West Mountrail, Bắc Dakota
West Mountrail là một lãnh thổ chưa tổ chức thuộc quận Mountrail, tiểu bang Bắc Dakota, Hoa Kỳ. Năm 2010, dân số của nơi này là 148 người.